# Majokko Megu-chan
«Кудесница Мег» (яп. 魔女っ子メグちゃん Мадзёкко Мэгу-тян) — аниме-сериал в жанре махо-сёдзё. Манга была создана Томо Иноуэ и Акио Нарита, в то время как 72 серии аниме были произведены на студии Toei Animation в период между 1974 и 1975 годами.

## Сюжет
Мег - опытная и сильная (но невезучая) молодая ведьма. Мег является претенденткой на трон Мира ведьм, но она очень мало знает о человеческих отношениях. Её отправляют в Срединный Мир (Земля) в раннем подростковом возрасте, и её принимает у себя Мамми Кандзаки, бывшая ведьма, которая отказалась от трона чтобы выйти замуж за смертного. Мамми околдовывает своего мужа и двоих детей, Раби и Апо, заставляя их поверить в то, что Мег всегда была старшим ребёнком в семье. Под опекой Мамми Мег учится контролировать свои способности и импульсы для того, чтобы доказать свою пригодность для правления.
Эта учёба продолжается на протяжении всего сериала. Мег обнаруживает чувства каких она никогда не знала — одиночество, сострадание, скорбь, любовь, отчаяние, и (пожалуй, самое главное), самопожертвование. По мере развития сюжета, она доказывает благородство своего характера через различные испытания, превращаясь из глупой и довольно эгоистичный девочки в добрую, щедрую и любящую молодую женщину. Она сражается монстрами, демонами и колдуньями-соперницами (в том числе со своей заклятой противницей Нон), но быстро понимает, что её истинный враг — это тёмная сторона человеческой природы.